# Olympische Winterspiele 1960/Teilnehmer (Dänemark)
| Gelbes Symbol für Goldmedaillen mit stilisierten Olympischen Ringen | Graues Symbol für Silbermedaillen mit stilisierten Olympischen Ringen | Braundes Symbol für Bronzemedaillen mit stilisierten Olympischen Ringen |
| ------------------------------------------------------------------- | --------------------------------------------------------------------- | ----------------------------------------------------------------------- |
| —                                                                   | —                                                                     | —                                                                       |

Dänemark nahm an den Olympischen Winterspielen 1960 im US-amerikanischen Squaw Valley Ski Resort mit nur einem Athleten teil.
Seit 1948 war es die dritte Teilnahme Dänemarks an Olympischen Winterspielen.

## Übersicht der Teilnehmer

### Eisschnelllauf
Männer
- Kurt Robert Stille
1500 m: 13. Platz – 2:15,8 min
5000 m: 27. Platz – 8:33,0 min
10.000 m: 17. Platz – 17:00,0 min